# Clay Matthews
William Clay Matthews III (* 14. Mai 1986 in Northridge) ist ein ehemaliger US-amerikanischer American-Football-Spieler auf der Position des Outside Linebackers. Er spielte in der National Football League (NFL) für die Los Angeles Rams und zehn Jahre lang für die Green Bay Packers, mit denen er den Super Bowl XLV gewann. Im NFL Draft 2009 wurde er an 26. Position ausgewählt. Matthews spielte College Football für die USC Trojans der University of Southern California.

## Familie
Clay Matthews stammt aus einer berühmten Footballfamilie. Sein Vater, Clay Matthews Jr. spielte 278 Mal als Linebacker in der NFL für die Cleveland Browns und Atlanta Falcons. Zum Zeitpunkt seines Karriereendes (1996) gab es nur zwei Spieler in der Geschichte der NFL, die öfter auf dem Feld standen. Sein Onkel Bruce Matthews spielte als Offensive Lineman 19 Jahre für die Houston Oilers/Tennessee Titans. Er gilt als einer der besten Offensive Lineman in der Geschichte der National Football League. In den 1950er Jahren war auch sein Großvater, Clay Matthews Sr., vier Spielzeiten als Offensive Tackle für die San Francisco 49ers aktiv. Clay Matthews III hat drei Brüder, wovon sein jüngerer Bruder Casey Matthews ebenfalls als Linebacker fünf Jahre lang in der NFL spielte. Darüber hinaus spielen oder spielten mit Kevin Matthews, Jake Matthews und Mike Matthews drei Cousins ebenfalls Football. Zudem ist seine Cousine Ashley Nick erfolgreiche Fußballspielerin.

## NFL
Nach zehn erfolgreichen Jahren bei den Green Bay Packers kehrte Matthews in seine alte Heimat Los Angeles zurück. Am 20. März 2019 unterzeichnete er einen Zweijahresvertrag über bis zu 16,75 Millionen US-Dollar bei den LA Rams. Am 19. März 2020 wurde Matthews von den Rams entlassen.